# Nœud de menottes
Le nœud de menottes ou nœud de capelage est un nœud de boucle, qui comporte deux boucles. C'est un des dérivés du nœud de cabestan.

## Usages
Le nœud de menottes est ainsi nommé car, si on place une main dans chaque boucle, il suffit de tirer sur les deux courants et de les nouer ensemble pour lier les mains.
Il peut également être utilisé pour gréer une mature de fortune : on place le mat dans la boucle du milieu, les deux brins libres servent d'étais, et les deux boucles de prises pour les haubans.